# Louis Glass
Louis Christian August Glass (Copenhague, 23 de marzo de 1864-Íb., 22 de enero de 1936) fue un compositor danés.
Glass, nacido en Copenhague, fue casi completamente coetáneo a Carl Nielsen y, como Nielsen, también fue estudiante de Niels Gade. Sin embargo, Glass también se formó en el Conservatorio de Bruselas donde quedó prendado de la música de César Franck y Anton Bruckner, quienes influyeron en su estilo compositivo. Durante años fue uno de los mejores concertistas de piano hasta que la parálisis de un brazo le hizo dejar los escenarios. Es por ello que se dedicó principalmente a componer. Compuso en la mayoría de géneros musicales, aunque cabe destacar su música de cámara, en particular cuatro cuartetos de cuerda, un sexteto de cuerda, un trío para piano, un quinteto para piano y varias sonatas para instrumentos.
Compuso seis sinfonías (1893-1926), que han sido grabadas para el sello discográfico Danacord, mientras que su música de cámara ha sido grabada para Dacapo.
Falleció en Copenhague.

## Obras

### Con número de opus
- op. 1 Festmarch (orquesta)
- op. 2 Suite para orquesta
- op. 3 Concierto sinfónico para oboe y orquesta
- op. 4 Seis piezas de fantasía (piano)
- op. 5 Sonata para violonchelo en fa mayor
- op. 6 Sonata para piano n.º  1 en mi mayor (ca. 1889)
- op. 7 Sonata para violín y piano en mi bemol mayor (1888)
- op. 8 Piezas para piano
- op. 9 Foraarsstemning (piano)
- op. 10 Cuarteto de cuerdas
- op. 11 Romance y Capricho para la mano izquierda (piano)
- op. 12 Canciones
- op. 13 Marcha (orquesta)
- op. 14 Sexteto de cuerdas (1892)
- op. 15 Canciones
- op. 16 Canciones, con textos de J.P.Jacobsen
- op. 17 Sinfonía n.º 1 en mi mayor (1894)
- op. 18 Cuarteto de cuerdas en mi bemol mayor (1896)
- op. 19 Trío para piano (1893)
- op. 20 I det Fri (piano 1898 – con Wilhelm Stenhammar)
- op. 21 Skitser para Piano (1894)
- op. 22 Quinteto para piano
- op. 23 Cuarteto de cuerdas n.º  2 en la menor(1896, rev. 1929)
- op. 24 Para los niños (11 piezas para piano 1897)
- op. 25 Sonata para piano n.º  2 en la bemol mayor (1897)
- op. 26 Lyriske Bagateller (piano 1899)
- op. 27 Días de verano (suite para orquesta 1899)
- op. 28 Sinfonía n.º 2 en do menor (1899)
- op. 29 Sonata para violín en do mayor
- op. 30 Sinfonía n.º 3 en re mayor (Sinfonía del bosque 1901)
- op. 31 Canción de primavera (Andante molto espressivo – chelo y piano)
- op. 31 Canción de primavera (versión para fagot, violonchelo, clarinete, flauta, trompa y oboe)
- op. 32 Piezas para piano
- op. 33 Nocturne (contrabajo y piano)
- op. 34 En Folkefjende (poema sinfónico para orquesta)
- op. 35 Fantasía para piano (piano 1904)
- op. 36 Cuarteto de cuerdas n.º  4 en fa sostenido menor (1907)
- op. 38 Fünf Lieder (voz y piano 1909)
- op. 39 Små tonebilleder (piano ? 1907)
- op. 40 Canción de otoño
- op. 41 Variaciones sobre cuentos y canciones infantiles
- op. 42 Canciones para coro de hombres
- op. 43 Sinfonía n.º 4 en mi menor (1910)
- op. 44 Canciones
- op. 45 Stemningsbilleder (piano 1912)
- op. 46 canciones (incl. ”El Año Nuevo”)
- op. 47 Fantasía (piano y orquesta – 1913)
- op. 48 Estampas rurales (piano)
- op. 49 Melodrama
- op. 50 Fragmento sinfónico "Artemis" (drama – 1915)
- op. 51 Livets dans (suite para orquesta)
- op. 52 Impromptu Et Capriccio (piano)
- op. 54 Havets Sang (orquesta)
- op. 55 Canciones
- op. 56 5 canciones (voz o piano)
- op. 57 Sinfonía n.º 5 en do mayor (Sinfonia svastika – 1919)
- op. 58 Aquareller (piano)
- op. 59 Canciones (bl.a. Midienat)
- op. 60 Sinfonía n.º 6 (Skjoldungeæt 1926)
- op. 63 Blade af Aarets billedbog (suite para pequeña orquesta 1929)
- op. 64 Koldinghus (suite para orquesta 1929)
- op. 65 Concierto para violín (1930)
- op. 66 Piezas para piano (1931)
- op. 67 Elverhøj (episodio de los cuentos H.C. Andersen – suite para orquesta)
- op. 75 Romance para violonchelo y piano (ca. 1934)
- op. 76 Trio para violín, viola o guitarra (1934)

### Otras
- Largo funebre (para cuarteto de cuerdas en mi bemol mayor) arreglo para orquesta de cuerdas
- Romance para violín y orquesta (basado en la op. 29)
- Et Par Festmarcher
- Sørgemarch, en ocasión de la muerte de Christian Nielsen
- Danmark (obertura)
- Romantisk ouverture (orquesta)
- 2 Cuarteto de cuerdas (fa mayor o mi bemol mayor)
- 2 tríos
- Canción a Dinamarca (canción)
- December (canción)
- Obras corales